# Discografia de T. Rex
T. Rex foi uma banda britânica de rock, formada pelo cantor, compositor e guitarrista Marc Bolan.
A discografia do T. Rex consiste em quatro álbuns de estúdio sob o nome de "Tyrannosaurus Rex" e oito sob o nome de "T. Rex", vinte e duas coletâneas musicais, sete álbuns ao vivo, dois extended plays, seis singles sob o nome de "Tyrannosaurus Rex" e vinte e dois sob o nome de "T. Rex".
| Discografia de T. Rex | Discografia de T. Rex |
| --------------------- | --------------------- |
| Álbuns de estúdio     | 12                    |
| Coletâneas            | 22                    |
| Álbuns ao vivo        | 7                     |
| EPs                   | 2                     |
| Singles               | 28                    |
| Box sets              | 6                     |

## Álbuns

### Álbuns de estúdio
Como Tyrannosaurus Rex
| Ano  | Detalhes | Melhor posição | Melhor posição | Melhor posição |
| Ano  | Detalhes | Reino Unido    | Austrália      | Estados Unidos |
| ---- | --- | -------------- | -------------- | -------------- |
| 1968 | My People Were Fair and Had Sky in Your Hair... But Now They're Content to Wear Stars on Their Brows - Lançamento: 5 de julho de 1968 - Gravadoras: Regal Zonophone Records / A&M Records | 15             | N/A            | N/A            |
| 1968 | Prophets, Seers & Sages: The Angels of the Ages - Lançamento: 14 de outubro de 1968 - Gravadoras: Regal Zonophone Records / A&M Records                                                   | —              | N/A            | N/A            |
| 1969 | Unicorn - Lançamento: 16 de maio de 1969 - Gravadoras: Regal Zonophone Records / Blue Thumb Records                                                                                       | 12             | N/A            | —              |
| 1970 | A Beard of Stars - Lançamento: 13 de março de 1970 - Gravadoras: Regal Zonophone Records / Blue Thumb Records                                                                             | 21             | 27             | —              |

Como T. Rex
| Ano  | Detalhes | Melhor posição | Melhor posição | Melhor posição | Melhor posição | Melhor posição | Melhor posição | Melhor posição | Melhor posição | Melhor posição | Melhor posição | Melhor posição |
| Ano  | Detalhes | Reino Unido    | Austrália      | Alemanha       | Suíça          | Noruega        | Suécia         | Itália         | Espanha        | Finlândia      | Canadá         | Estados Unidos |
| ---- | --- | -------------- | -------------- | -------------- | -------------- | -------------- | -------------- | -------------- | -------------- | -------------- | -------------- | -------------- |
| 1970 | T. Rex - Lançamento: 18 de dezembro de 1970 - Gravadoras: Fly Records / Reprise Records | 7              | 37             | —              | —              | —              | —              | —              | —              | —              | —              | 188            |
| 1971 | Electric Warrior - Lançamento: 24 de setembro de 1971 - Gravadoras: Fly Records / Reprise Records | 1              | 15             | 14             | 18             | 12             | 18             |                | 17             | 4              | 25             | 32             |
| 1972 | The Slider - Lançamento: 21 de julho de 1972 - Gravadoras: EMI Records / Reprise Records | 4              | 13             | 7              | 10             | 8              | 10             | 15             | 12             | 11             | 11             | 17             |
| 1973 | Tanx - Lançamento: 16 de março de 1973 - Gravadoras: EMI Records / Reprise Records | 4              | 21             | 3              | 15             | 5              | 15             |                | 26             | 20             | 57             | 102            |
| 1974 | Zinc Alloy and the Hidden Riders of Tomorrow - Lançamento: 1º de fevereiro de 1974 - Gravadora: EMI Records | 12             | 45             | —              | —              | —              | —              | —              | —              | —              | —              | N/A            |
| 1974 | Light of Love - Lançamento: Agosto de 1974 (apenas nos Estados Unidos) - Gravadora: Casablanca Records Lançado no Reino Unido como: Bolan's Zip Gun - Lançamento: 16 de fevereiro de 1975 - Gravadora: EMI Records | N/A            | N/A            | —              | —              | —              | —              | —              | —              | —              | —              | 205            |
| 1975 | Light of Love - Lançamento: Agosto de 1974 (apenas nos Estados Unidos) - Gravadora: Casablanca Records Lançado no Reino Unido como: Bolan's Zip Gun - Lançamento: 16 de fevereiro de 1975 - Gravadora: EMI Records | —              | 89             | —              | —              | —              | —              | —              | —              | —              | —              | N/A            |
| 1976 | Futuristic Dragon - Lançamento: 30 de janeiro de 1976 - Gravadora: EMI | 50             | —              | —              | —              | —              | —              | —              | —              | —              | —              | N/A            |
| 1977 | Dandy in the Underworld - Lançamento: 11 de março de 1977 - Gravadora: EMI Records | 26             | —              | —              | —              | —              | —              | —              | —              | —              | —              | N/A            |

Álbuns póstumos
| Ano  | Detalhes                                                          | Melhor posição | Melhor posição |
| Ano  | Detalhes                                                          | Reino Unido    | Estados Unidos |
| ---- | ----------------------------------------------------------------- | -------------- | -------------- |
| 1981 | You Scare Me to Death - Lançamento: 1981 - Gravadora: Cherry Red  | 88             | —              |
| 1982 | Billy Super Duper - Lançamento: 1982 - Gravadora: Marc on Wax     | —              | —              |
| 1983 | Dance in the Midnight - Lançamento: 1983 - Gravadora: Marc on Wax | 83             | —              |

### Álbuns ao vivo
| Ano  | Título                                                  | Shows | Gravadora               |
| ---- | ------------------------------------------------------- | --- | ----------------------- |
| 1981 | T. Rex in Concert                                       | - 19 de maio de 1971 - 9 de julho de 1971 / 12 de agosto de 1971 - 26 de agosto de 1971 / 28 de agosto de 1971 | Avon                    |
| 1993 | Live in Concert                                         | - 1º de janeiro de 1970                                                                                        | Windsong                |
| 1997 | Electric Boogie                                         | (Datas do T. Rex in Concert)                                                                                   | NMC Music               |
| 1997 | Live 1977                                               | - 18 de março de 1977 - 20 de março de 1977 / 11 de novembro de 1974                                           | Demon Music Group       |
| 1998 | Midnight Court at the Lyceum                            | - 25 de janeiro de 1969 - 11 de abril de 1969                                                                  | NMC Music               |
| 2000 | There Was a Time                                        | - 23 de setembro de 1967                                                                                       | T. Rex Action Group     |
| 2001 | Live at the Boston Gliderdrome, 1972                    | - 15 de janeiro de 1972                                                                                        | Diamondstar Productions |
| 2001 | Uncaged                                                 | - 21 de fevereiro de 1971 - 1º de outubro de 1971 - 19 de fevereiro de 1973                                    | NMC                     |
| 2003 | For the Lion and the Unicorn in the Oak Forests of Faun | - 16 de agosto de 1969 - 13 de janeiro de 1969                                                                 | Demon Music Group       |
| 2005 | Born to Boogie                                          | - 18 de março de 1972                                                                                          | Demon Music Group       |
| 2016 | A Crown of Dark Swansdown                               | - 4 de abril de 1970                                                                                           | Easy Action             |
| 2016 | Brøndby Pop-Club                                        | - 25 de janeiro de 1969                                                                                        | Easy Action             |

### Coletâneas musicais
- Essa é uma lista seletiva das coletâneas mais notáveis lançadas.

| Ano  | Título | Gravadora               | Reino Unido | Austrália |
| ---- | --- | ----------------------- | ----------- | --------- |
| 1972 | Prophets, Seers & Sages / My People Were Fair... (LP duplo) (Lançado nos Estados Unidos como "Tyrannosaurus Rex: A Beginning", A&M) | Fly Records             | 1           | —         |
| 1972 | Bolan Boogie | Fly Records             | 1           | 24        |
| 1972 | A Beard of Stars / Unicorn (LP duplo)                                                                                               | Fly Records             | 44          | —         |
| 1974 | The Beginning of Doves | Track Records           | —           | —         |
| 1979 | Solid Gold | EMI Records             | 51          | —         |
| 1981 | 20th Century Boy | EMI Records (Austrália) | —           | —         |
| 1982 | Solid Gold Easy Action: 20 Golden Greats                                                                                            | T. Rex Records          | —           | 2         |
| 1982 | Across the Airwaves | Polygram Records        | —           | —         |
| 1985 | T. Rextasy: The Best of T. Rex, 1970-1973                                                                                           | Warner Brothers Records | —           | —         |
| 1986 | Get It On | Dino Records            | —           | 36        |
| 1991 | The Very Best of Marc Bolan and T. Rex                                                                                              | Demon Music Group       | —           | —         |
| 1993 | The Definitive Tyrannosaurus Rex | Sequel                  | —           | —         |
| 1995 | The Essential Collection (como Marc Bolan & T. Rex)                                                                                 | Universal               | 18          | —         |
| 1997 | The Best of the Unchained Series: Unreleased Recordings                                                                             | Demon Music Group       | —           | —         |
| 1997 | The BBC Recordings 1970-1976 | NMC                     | —           | —         |
| 1997 | Spaceball | NMC                     | —           | —         |
| 1998 | Marc: Songs From the Granada TV Series                                                                                              | Demon Music Group       | —           | —         |
| 1999 | The Very Best of T. Rex Vol. 2 | Demon Music Group       | —           | —         |
| 2000 | Bump 'n' Grind | TPL                     | —           | —         |
| 2002 | 20th Century Boy: The Ultimate Collection                                                                                           | Hip-O                   | —           | —         |
| 2006 | The Final Cuts | Demon Music Group       | —           | —         |
| 2007 | Greatest Hits (como Marc Bolan & T. Rex)                                                                                            | Universal               | 15          | —         |
| 2011 | Get It On: The Collection | Polydor                 | —           | —         |
| 2015 | Greatest | Crimson                 | —           | —         |
| 2018 | Gold | Demon                   | 8           | —         |

### Box sets
| Ano  | Título                                                            |
| ---- | ----------------------------------------------------------------- |
| 1996 | A Wizard, A True Star - Gravadora: Edsel                          |
| 2002 | 20th Century Superstar - Gravadora: Universal Records             |
| 2004 | Total T. Rex 1971-1972 - Gravadora: Easy Action                   |
| 2005 | A Whole Zinc of Finches - Gravadora: Easy Action                  |
| 2007 | The Electric Boogie Nineteen Seventy One - Gravadora: Easy Action |
| 2007 | Bolan at the Beeb' - Gravadora: Polydor Records                   |

### Extended plays
| Ano  | Título                                          |
| ---- | ----------------------------------------------- |
| 1977 | Bolan's Best Plus One - Gravadora: Cube Records |
| 1989 | The Peel Sessions - Gravadora: Strange Fruit    |

## Singles
Como Tyrannosaurus Rex
| Ano  | Título                           | Melhor posição | Álbuns           | Lado B                                     | Álbuns (Lado B)                                                                                       |
| Ano  | Título                           | Reino Unido    | Álbuns           | Lado B                                     | Álbuns (Lado B)                                                                                       |
| ---- | -------------------------------- | -------------- | ---------------- | ------------------------------------------ | --- |
| 1968 | "Debora"                         | 34             | —                | "Child Star"                               | My People Were Fair and Had Sky in Their Hair... But Now They're Content to Wear Stars on Their Brows |
| 1968 | "One Inch Rock"                  | 28             | —                | "Salamanda Palaganda"                      | Prophets, Seers & Sages: The Angels of the Ages                                                       |
| 1969 | "Pewter Suitor"                  | —              | —                | "Warlord of the Royal Crocodiles"          | Unicorn                                                                                               |
| 1969 | "King of the Rumbling Spires"    | 44             | —                | "Do You Remember"                          | — |
| 1970 | "By The Light of a Magical Moon" | —              | A Beard of Stars | "Find a Little Wood"                       | — |
| 1972 | "Debora" / "One Inch Rock"       | 7              | —                | 1. "Woodland Bop" 2. "The Seal of Seasons" | 1. A Beard of Stars 2. Unicorn                                                                        |

Como T. Rex
| Ano  | Título                             | Melhor posição | Melhor posição | Melhor posição | Melhor posição | Melhor posição | Melhor posição | Melhor posição | Melhor posição | Melhor posição | Melhor posição | Melhor posição | Álbuns                                       | Lado B                                                 | Álbuns (Lado B)                              |
| Ano  | Título                             | Reino Unido    | Irlanda        | Holanda        | Noruega        | Alemanha       | Suíça          | Nova Zelândia  | Espanha        | Austrália      | Canadá         | Estados Unidos | Álbuns                                       | Lado B                                                 | Álbuns (Lado B)                              |
| ---- | ---------------------------------- | -------------- | -------------- | -------------- | -------------- | -------------- | -------------- | -------------- | -------------- | -------------- | -------------- | -------------- | -------------------------------------------- | ------------------------------------------------------ | -------------------------------------------- |
| 1970 | "Ride a White Swan"                | 2              | 11             | —              | —              | 34             | —              | 9              | —              | 68             | 48             | 76             | —                                            | 1. "Is It Love?" 2. "Summertime Blues"                 | 1. T. Rex 2. —                               |
| 1971 | "Hot Love"                         | 1              | 1              | 9              | —              | 3              | 2              | 7              | 20             | 4              | 47             | 72             | —                                            | 1. "Woodland Rock" 2. "King of the Mountain Cometh"    | —                                            |
| 1971 | "Get It On"                        | 1              | 1              | 13             | 6              | 3              | 5              | —              | 18             | 14             | 12             | 10             | Electric Warrior                             | 1. "There Was a Time" 2. "Raw Ramp"/ "Electric Boogie" | —                                            |
| 1971 | "Jeepster"                         | 2              | 2              | 27             | —              | 3              | —              | —              | —              | 28             | 73             | —              | Electric Warrior                             | "Life's a Gas"                                         | Electric Warrior                             |
| 1972 | "Telegram Sam"                     | 1              | 1              | 26             | 6              | 4              | —              | 19             | 21             | 27             | 66             | 67             | The Slider                                   | 1. "Cadilac" 2. "Baby Strange"                         | 1. — 2. The Slider                           |
| 1972 | "Metal Guru"                       | 1              | 1              | —              | 4              | 1              | —              | 7              | 13             | 10             | 45             | —              | The Slider                                   | 1. "Thunderwing" 2. "Lady"                             | —                                            |
| 1972 | "Children of the Revolution"       | 2              | 1              | —              | —              | 4              | —              | —              | 14             | 13             | —              | —              | —                                            | 1. "Jitterbug Love" 2. "Sunken Rags"                   | —                                            |
| 1972 | "Solid Gold Easy Action"           | 2              | 4              | —              | 5              | 6              | —              | —              | —              | 50             | —              | —              | —                                            | 1. "Xmas Riff" 2. "Born to Boogie"                     | 1. — 2. Tanx                                 |
| 1973 | "20th Century Boy"                 | 3              | 11             | —              | 9              | 8              | —              | —              | 28             | 57             | —              | —              | —                                            | "Free Angel"                                           | —                                            |
| 1973 | "The Groover"                      | 4              | 11             | —              | —              | 5              | —              | —              | —              | —              | —              | —              | —                                            | "Midnight"                                             | —                                            |
| 1973 | "Truck On (Tyke)"                  | 12             | —              | —              | —              | 17             | —              | —              | 20             | —              | —              | —              | —                                            | "Sitting Here"                                         | —                                            |
| 1974 | "Teenage Dream"                    | 13             | —              | —              | —              | 39             | —              | —              | —              | —              | —              | —              | Zinc Alloy And The Hidden Riders Of Tomorrow | "Satisfaction Pony"                                    | —                                            |
| 1974 | "Light of Love"                    | 22             | —              | —              | —              | —              | —              | —              | —              | —              | —              | —              | Bolan's Zip Gun                              | "Explosive Mouth"                                      | Zinc Alloy and the Hidden Riders of Tomorrow |
| 1974 | "Zip Gun Boogie"                   | 41             | —              | —              | —              | —              | —              | —              | —              | —              | —              | —              | Bolan's Zip Gun                              | "Space Boss"                                           | Bolan's Zip Gun                              |
| 1975 | "New York City"                    | 15             | —              | —              | —              | —              | —              | —              | —              | 92             | —              | —              | Futuristic Dragon                            | "Chrome Sitar"                                         | Futuristic Dragon                            |
| 1975 | "Dreamy Lady" (T. Rex Disco Party) | 30             | —              | —              | —              | —              | —              | —              | —              | —              | —              | —              | Futuristic Dragon                            | 1. "Do You Wanna Dance?" 2. "Dock of the Bay"          | —                                            |
| 1976 | "London Boys"                      | 40             | —              | —              | —              | —              | —              | —              | —              | —              | —              | —              | —                                            | "Solid Baby"                                           | Bolan's Zip Gun                              |
| 1976 | "I Love to Boogie"                 | 13             | —              | —              | —              | —              | —              | —              | —              | —              | —              | —              | Dandy In The Underworld                      | "Baby Boomerang"                                       | The Slider                                   |
| 1976 | "Laser Love"                       | 41             | —              | —              | —              | —              | —              | —              | —              | —              | —              | —              | —                                            | "Life's an Elevator"                                   | —                                            |
| 1977 | "The Soul of My Suit"              | 42             | —              | —              | —              | —              | —              | —              | —              | —              | —              | —              | Dandy In The Underworld                      | "All Alone"                                            | Futuristic Dragon                            |
| 1977 | "Dandy in the Underworld"          | —              | —              | —              | —              | —              | —              | —              | —              | —              | —              | —              | Dandy In The Underworld                      | 1. "Groove a Little" 2. "Tame My Tiger"                | 1. Dandy in the Underworld 2. —              |
| 1977 | "Celebrate Summer"                 | —              | —              | —              | —              | —              | —              | —              | —              | —              | —              | —              | —                                            | "Ride My Wheels"                                       | —                                            |

Singles póstumos
| Ano  | Título                                        | Melhor posição |
| Ano  | Título                                        | Reino Unido    |
| ---- | --------------------------------------------- | -------------- |
| 1982 | "Telegram Sam"                                | 69             |
| 1985 | "Megarex"                                     | 72             |
| 1987 | "Children of the Revolution"                  | 90             |
| 1987 | "Get It On"                                   | 54             |
| 1991 | "20th Century Boy" (como Marc Bolan e T. Rex) | 13             |

Singles de Marc Bolan
| Ano | Título |      |                                                 |
| --- | ------ | ---- | ----------------------------------------------- |
| Ano | Título | 1977 | "To Know You Is to Love You" (com Gloria Jones) |